# Pseudomys albocinereus
Pseudomys albocinereus es una especie de roedor de la familia Muridae.

## Distribución geográfica
Se encuentra sólo en Australia.